# جایزه لوریوس برای روحیه ورزشی
جایزه لوریوس برای روحیه ورزشی جایزه‌ای است که از آن ورزشکاران یا تیم‌هایی تجلیل می‌شود که به واسطه موفقیت چشمگیر خود، امتناع از پذیرش شکست یا سهم بی چون و چرای آنها در لذت بردن از بازی، به آنها اعطا می‌شود. این جایزه برای اولین بار در سال 2005 به عنوان یکی از جوایز اختیاری ارائه شده در جوایز لوریوس اهدا شد. این جوایز توسط سازمان Laureus Sport for Good، یک سازمان جهانی که در بیش از ۱۵۰ پروژه خیریه که از ۵۰۰۰۰۰ جوان حمایت می‌کند، ارائه می‌شود. اولین مراسم در ۲۵ مه ۲۰۰۰ در مونت کارلو برگزار شد و نلسون ماندلا سخنرانی اصلی را در آن انجام داد. در مراسم اعطای جوایز سالانه که در نقاط مختلف جهان برگزار می‌شود، تندیس لوریوس که توسط کارتیه ساخته شده‌است به دریافت‌کننده اهدا می‌شود. اگرچه مراسم جوایز لوریوس سالانه برگزار می‌شود، اما جایزه روحیه ورزشی لزوماً هر بار ارائه نمی‌شود. این یکی از تعدادی از جوایز اختیاری است که می‌تواند توسط آکادمی ورزش جهانی لوریوس اعطا شود. از زمان تأسیس، هشت بار در سال‌های ۲۰۰۹، ۲۰۱۰، ۲۰۱۲، ۲۰۱۳، ۲۰۱۸،  ۲۰۲۰، ۲۰۲۱ و ۲۰۲۲ این جایزه اعطا نشده‌است.
برنده افتتاحیه جایزه روحیه ورزشی در سال ۲۰۰۵ تیم بیسبال آمریکایی بوستون رد ساکس بود که اولین سری جهانی خود را پس از ۸۶ سال در فصل ۲۰۰۴ لیگ برتر بیسبال برد. تا تاریخ ۲۰۲۲، پنج تیم و پنج نفر این جایزه را دریافت کرده‌اند. یکی از این افراد پس از مرگ مورد تجلیل قرار گرفت: یوهان کرویف، فوتبالیست و مربی سابق هلندی در سال ۲۰۱۶ با درگذشت ماه قبل، این افتخار را به دست آورد. جایزه او توسط هموطن هلندی‌اش رود گولیت در مراسمی در برلین به پسرش یوردی کرویف اهدا شد. هیچ جایزه‌ای در سال ۲۰۲۰، ۲۰۲۱ و ۲۰۲۲ اعطا نشد. آخرین دریافت کننده جایزه لوریوس برای روحیه ورزشی، اسکی‌باز آمریکایی، لیندزی وان در سال ۲۰۱۹ بود.

## برندگان
| dagger | نشان‌دهنده جایزه پس از مرگ است |

| سال  | تصویر                                                         | برندگان                 | ملیت                | ورزش        | یادداشت |
| ---- | ------------------------------------------------------------- | ----------------------- | ------------------- | ----------- | --- |
| ۲۰۰۵ | Boston Red Sox with George W Bush in 2005                     | بوستون رد ساکس          | ایالات متحده آمریکا | بیسبال      | رد ساکس در سری جهانی ۲۰۰۴ سنت لوئیس کاردینالز را شکست داد و اولین قهرمانی خود را پس از ۸۶ سال به دست آورد. |
| ۲۰۰۶ | Valentino Rossi at the British Grand Prix in 2005             | والنتینو روسی           | ایتالیا             | موتوجی‌پی    | روسی در این سال پنجمین قهرمانی متوالی موتوجی‌پی خود را به دست آورد.                                         |
| ۲۰۰۷ | FC Barcelona in 2007                                          | باشگاه فوتبال بارسلونا  | اسپانیا             | فوتبال      | توافق با یونیسف برای حمایت مالی از برنامه‌های مرتبط با ایدز در کودکان و نمایش نام خیریه بر روی پیراهن آنها. |
| ۲۰۰۸ | Dick Pound in 2010                                            | دیک پوند                | کانادا              | مدیریت      | رئیس آژانس جهانی مبارزه با دوپینگ به مدت هشت سال.                                                          |
| ۲۰۰۹ | اعطا نشد                                                      | اعطا نشد                | اعطا نشد            | اعطا نشد    | اعطا نشد                                                                                                   |
| ۲۰۱۰ | اعطا نشد                                                      | اعطا نشد                | اعطا نشد            | اعطا نشد    | اعطا نشد                                                                                                   |
| ۲۰۱۱ | —                                                             | تیم کاپ رایدر اروپا     | اروپا               | گلف         | اروپا با دو پیروزی در مرحله نهایی، جام رایدر را در برابر تیم ایالات متحده برد.                             |
| ۲۰۱۲ | اعطا نشد                                                      | اعطا نشد                | اعطا نشد            | اعطا نشد    | اعطا نشد                                                                                                   |
| ۲۰۱۳ | اعطا نشد                                                      | اعطا نشد                | اعطا نشد            | اعطا نشد    | اعطا نشد                                                                                                   |
| ۲۰۱۴ | Afghanistan national cricket team in 2010                     | تیم ملی کریکت افغانستان | افغانستان           | کریکت       | "به قدردانی از رشد سریع آنها در کریکت جهانی و اولین راهیابی آنها به جام جهانی کریکت"                       |
| ۲۰۱۵ | Yao Ming in 2014                                              | یائو مینگ               | چین                 | بسکتبال     | افزایش محبوبیت بسکتبال در چین به دلیل فعالیت حرفه‌ای او در ان‌بی‌ای                                           |
| ۲۰۱۶ | Johan Cruyff in 2013                                          | یوهان کرویف             | هلند                | فوتبال      | جایزه پس از مرگ به فوتبالیست و مربی "افسانه ای".                                                           |
| ۲۰۱۷ | Leicester City F.C. lifting the Premier League trophy in 2016 | باشگاه فوتبال لستر سیتی | انگلستان            | فوتبال      | قهرمانی در لیگ برتر فوتبال انگلستان با اختلاف ده امتیاز از تیم دوم                                         |
| ۲۰۱۸ | اعطا نشد                                                      | اعطا نشد                | اعطا نشد            | اعطا نشد    | اعطا نشد                                                                                                   |
| ۲۰۱۹ | Vonn in 2017                                                  | لیندزی وان              | ایالات متحده آمریکا | اسکی آلپاین | |
| ۲۰۲۰ | اعطا نشد                                                      | اعطا نشد                | اعطا نشد            | اعطا نشد    | اعطا نشد                                                                                                   |
| ۲۰۲۱ | اعطا نشد                                                      | اعطا نشد                | اعطا نشد            | اعطا نشد    | اعطا نشد                                                                                                   |
| ۲۰۲۲ | اعطا نشد                                                      | اعطا نشد                | اعطا نشد            | اعطا نشد    | اعطا نشد                                                                                                   |